# Wapen van Bemmel

Het wapen van Bemmel

Het wapen van Bemmel (14 december 1931) is het wapen dat werd gebruikt door de gemeente Bemmel, totdat deze gemeente in 2001 opging in de gemeente Lingewaard. Die gemeente kreeg op 25 augustus het nieuwe gemeentewapen, waarin ook het wapen van Bemmel was opgenomen.
Het wapen kwam ook terug op de vlag van Bemmel, echter zonder de kroon en de twee schildhouders. Ook de familie Van Bemmel, die een paar bezittingen in de Betuwe had, gebruikte het wapen, zij gebruikten het sinds 1551, dat wapen bevat echter één windhond als helmteken.

## Blazoenering
De blazoenering van het wapen van Bemmel luidde als volgt:
In zilver 3 schaaktorens van sabel. Het schild gedekt door een gouden kroon van 3 bladeren en 2 parels; schildhouders: 2 omziende hazewindhonden van natuurlijke kleur, met halsbanden van keel, omboord van goud.
Het schild is zilver van kleur met daarop drie schaaktorens, of bemmels, staande twee bovenin en een onderin. Het schild wordt gedekt door een gouden gravenkroon bestaande uit drie bladeren met daartussen twee parels: een adel- en helmkroon. Als schildhouders twee hazewindhonden die van het schild weg kijken, beide zijn bruin van kleur en hebben een rode halsband voorzien van een gouden rand en ring.

## Vergelijkbare wapens
De volgende wapens zijn vergelijkbaar met die van Bemmel:

Het wapen van Lingewaard
Het wapen van de plaats Langbroek

Aalst · 
Ammerzoden · 
Angerlo · 
Appeltern · 
Batenburg · 
Beesd · 
Beltrum · 
Bemmel · 
Bergharen · 
Bergh · 
Beusichem · 
Borculo · 
Brakel · 
Buurmalsen · 
Deil · 
Didam · 
Dinxperlo · 
Dodewaard ·
Doornspijk ·
Dreumel ·
Driel ·
Echteld ·
Eibergen ·
Elst ·
Est en Opijnen ·
Everdingen ·
Ewijk ·
Gameren ·
Geesteren · 
Geldermalsen · 
Gendringen · 
Gendt ·
Groenlo ·
Groesbeek ·  
Haaften ·
Hedel ·
's-Heerenberg ·
Heerewaarden ·
Hemmen ·
Hengelo ·
Herwen en Aerdt ·
Herwijnen ·
Heteren ·
Heukelum ·
Hoevelaken ·
Horssen ·
Huissen ·
Hummelo en Keppel ·
Hurwenen  ·
Kerkwijk ·
Keppel ·
Kesteren ·
Laren · 
Lichtenvoorde ·
Lienden ·
Lingewaal · 
Maurik ·
Millingen aan de Rijn ·
Nederhemert ·
Neede ·
Neerijnen ·
Netterden ·
Niftrik ·
Nijbroek ·
Ophemert ·
Overasselt ·
Pannerden ·
Poederoijen · 
Renkum ·
Rijnwaarden ·
Rossum ·
Ruurlo ·
Steenderen ·
Terborg ·
Twello ·
Ubbergen ·
Valburg ·
Varik ·
Vorden ·
Vuren ·
Waardenburg ·
Wadenoijen ·
Wamel ·
Wehl ·   
Warnsveld ·
Wisch ·
Zeddam ·
Zelhem ·
Zoelen ·
Zuilichem 

Dorps-, heerlijkheids- en stadswapens: 

Acquoy 
· Baak 
· Barlham 
· Bredevoort 
· Doreweerd 
· Elden
· Enspijk 
· Gellicum 
· Groessen 
· Hakfort 
· Hellouw 
· IJzendoorn 
· Kell  
· Lede en Oudewaard 
· Lichtenberg 
· Loil 
· Maasbommel 
· Meijnerswijk 
· Meteren 
· Middagten 
· Rhenoy 
. Rumpt
· Tricht 
· Verwolde 
· Wildenborch